# Sidoarjo
Sidoarjo är ett administrativt område (regentskap) kabupaten, i den indonesiska provinsen Jawa Timur. Området har en yta på 634,89 km² vilket gör det till den minsta distriktet i Jawa Timur. Sidoarjo har 1 697 435 invånare (2005). Administrativ huvudort är staden Sidoarjo.
Sidoarjo ligger på den östra delen av ön Java vid Madurasundet. Norr om området ligger den stora staden Surabaya och området Gresik, söderut ligger området Pasuruan, västerut ligger Mojokerto och österut Madurasundet.
Maj 2006 inträffade en ovanlig naturkatastrof i trakterna av Kendungbendo, mycket stora mängder av lera stömmade ut ur borrhål och dränkte landsbygden runt omkring.
I regentskapet finns 18 underdistrikt (kecamatan), däribland Kecamatan Sidoarjo.